# Burtholme
Burtholme – osada i civil parish w Anglii, w Kumbrii, w dystrykcie (unitary authority) Cumberland. W 2001 civil parish liczyła 184 mieszkańców. We civil parish znajduje się 11 zabytkowych budynków.